# Gómez Manrique (arzobispo)

Escudo de Gómez Manrique

Gómez Manrique fue un eclesiástico castellano, obispo de Tuy (1348-1351), arzobispo de Santiago de Compostela (1351-1362) y arzobispo de Toledo (1362-1375), primado de España.

## Familia
Era hijo de Pedro Rodríguez Manrique de Lara, IV señor de Amusco, y de Teresa de Sotomayor y hermano de Garci Fernández Manrique de Lara, V señor de Amusco.
Su madre casó en segundas nupcias con Garcilaso I de la Vega, canciller del rey Alfonso XI de Castilla. De este segundo matrimonio nacería su medio-hermana Elvira Lasso de La Vega, casada con Rui González de Castañeda, señor de Las Hormazas.
Tuvo una hija natural, Teresa Manrique, que se casó alrededor de 1366 con Men Rodríguez de Biedma, I señor de Santisteban del Puerto. Fueron los fundadores del monasterio de la Misericordia en Frómista.

### Arzobispo de Toledo
En 1369, al poco de la muerte de Pedro I y tras un durísimo cerco, el arzobispo Gómez Manrique y los nobles de Toledo entregan la ciudad a Enrique II (a cambio de que se restituyan todas las posesiones que antaño fueron de ella, como Puebla de Alcocer). Un decreto real confisca los bienes de los judíos de Toledo y les aumenta los tributos.
El 23 de junio de 1369 Gómez Manrique consigue que el rey Enrique II done la ciudad de Talavera de la Reina con todas sus aldeas al arzobispado de Toledo, a cambio de la villa de Alcázar.